# Luigi Federico Signorini
Luigi Federico Signorini (Firenze, 20 ottobre 1955) è un banchiere ed economista italiano, direttore generale della Banca d'Italia e presidente dell'Istituto per la Vigilanza sulle Assicurazioni (IVASS).
Formatosi all’Università degli Studi di Firenze e specializzatosi presso la Harvard University, è stato successivamente assunto in Banca d’Italia, dove ha svolto attività presso l’area Studi, la Sede di Firenze e l’area Vigilanza bancaria e Finanziaria. Sostituisce il Governatore in numerosi consessi internazionali.
Nell’ambito della ricerca si è occupato di struttura economica, analisi congiunturale, metodologia statistico-economica, sistema creditizio. Dal 2008 al 2021, come membro del Comitato di Basilea, ha preso parte alla definizione degli interventi normativi successivi allo scoppio della crisi finanziaria e di quella dei debiti sovrani. 

## Biografia

### Gli anni del liceo e dell’università
Si diploma al Liceo “Michelangelo” di Firenze e si laurea con lode nel 1979 in Economia e commercio presso l’Università fiorentina, con una tesi in Statistica Economica (relatore il prof. Luigi Biggeri) su “Misure della produttività nella pubblica amministrazione”.
In gioventù si dedica alla vita politica e sociale della città, aderendo prima al Partito Liberale Italiano e successivamente al Partito Repubblicano Italiano, di cui è consulente legislativo nel Consiglio regionale della Toscana.
Fa parte del team redazionale di alcune tra le prime emittenti locali, Radio Libera Firenze e Tele Libera Firenze, e nel 1980 contribuisce alla nascita del quotidiano dello stesso gruppo, “La Città”.

### Attività in Banca d’Italia
Nel 1980 vince la borsa di studio "Giorgio Mortara" della Banca d’Italia, grazie alla quale trascorre un anno al Dipartimento di economia della Harvard University, Graduate School of Arts and Sciences. Con la successiva assunzione al Servizio Studi della Banca d’Italia (1982), abbandona del tutto l’attività politica e giornalistica.
Al Servizio Studi si occupa di struttura e politica industriale e sviluppa, insieme con Giorgio Bodoe altri, strumenti quantitativi per l’analisi congiunturale.
Dopo un periodo alla sede di Firenze della Banca dove si occupa di struttura economica territoriale e introduce l’analisi econometrica dei distretti industriali, nel 1995 rientra a Roma, dove coordina i Nuclei regionali di ricerca economica.
Dirige la realizzazione della prima edizione, pubblicata nel 1998, della “Sintesi delle note sulle economie regionali” e progetti di ricerca sui Distretti.
Nel 1996 è consulente e speechwriter per il presidente del consiglio Lamberto Dini.
Negli anni al Servizio studi si occupa anche di statistica ed è responsabile delle statistiche monetarie e creditizie, della bilancia dei pagamenti, dei conti finanziari dell’Italiae delle rilevazioni campionarie sulle imprese e sulla ricchezza delle famiglie.
Nel 2008 il Governatore Mario Draghi chiama Signorini alla Vigilanza bancaria e finanziaria. Sono gli anni dello scoppio della bolla subprime e della conseguente crisi finanziaria. Come responsabile della normativa di vigilanza, segue i primi interventi regolamentari successivi alla crisi.
Il 1º marzo 2012 il Governatore Ignazio Visco lo nomina a capo dell’intera Area Vigilanza bancaria e finanziaria e successivamente, nel gennaio 2013, lo chiama in Direttorio.

### L’ingresso in Direttorio e lo scontro politico sul 2º mandato
Dal 2013 e il 2021, Luigi Federico Signorini ha rappresentato la Banca d’Italia dinanzi alle Commissioni parlamentari in occasione delle Audizioni preliminari sul Documento di economia e finanza e sulla Nota di aggiornamento (DEF e NADEF). Questa attività lo ha esposto alle critiche degli schieramenti politici che di volta in volta non condividevano il parere tecnico espresso in audizione.
Nel 2019, alla scadenza del suo primo mandato, la proposta di riconferma per un secondo, avanzata dal Consiglio superiore della Banca d’Italia, viene bloccata per circa tre mesi, dall’11 febbraio al 3 maggio 2019, a livello di Consiglio dei Ministri. Con la rinuncia ad un secondo mandato dell’allora Direttore Generale, Salvatore Rossi, e dell’unica Vice direttrice, Valeria Sannucci, Luigi Federico Signorini viene riconfermato.
Due anni dopo, il 12 marzo 2021, con la formazione del Governo Draghi e l’incarico di Ministro dell’Economia a Daniele Franco, Direttore Generale della Banca, Luigi Federico Signorini assume quest’ultimo ruolo, insieme alla presidenza dell’IVASS.
Come membro del Direttorio, Signorini ha pubblicato numerosi speech su temi non solo istituzionali e congiunturali, ma anche in materia di stabilità finanziaria, regolamentazione bancaria,  legalità, educazione finanziaria, finanza sostenibile, transizione digitale, integrazione europea. Ha scritto con il Governatore, Ignazio Visco, il volume "L'Economia Italiana".
Come presidente dell’IVASS i suoi scritti si sono concentrati sulla regolamentazione assicurativa, sull’assicurazione di eventi catastrofici, sulla protezione del consumatore.

### Incarichi internazionali
Sostituisce il Governatore della Banca d’Italia al General Council della BCE, agli organi di vertice della Banca per i Regolamenti Internazionali (BIS), al Financial Stability Board (FSB), al G7 e al G20. Come Presidente dell’IVASS è membro dello European Systemic Risk Board (ESRB).
Nel corso degli anni ha partecipato al Comitato statistico della Banca centrale europea, al Comitato per le statistiche monetarie, bancarie e della bilancia dei pagamenti dell’Unione europea, al Board of Supervisors della European Banking Authority (EBA), al Comitato economico e finanziario dell’Unione europea e fino al 2021 al Comitato di Basilea, sulle cui riforme regolamentari ha scritto in occasione della 53ª Giornata del Credito.

## Vita privata
È nato a Firenze, da Lorenzo Federico, professore di Igiene, e Fiorella Kircheis, e vive a Roma. È sposato con Gianna Campolmi, architetto, con cui ha due figli gemelli, nati nel 1993.
Dal lato paterno le sue radici sono a Bagno a Ripoli, sulle colline di Grassina, alle porte del Chianti, dove la sua famiglia possiede una storica villa da sei generazioni. Profondamente legato a questo luogo, dove è cresciuto sin dalla prima infanzia, vi trascorre gran parte del suo tempo libero.
Per parte di madre ha radici tedesche, che hanno contribuito al suo atteggiamento apertamente europeista.
Da fiorentino è cultore della vita e dell’opera dantesca, su cui ha scritto in occasione delle celebrazioni dei 700 anni dalla morte del Poeta.